# Luisa di Sassonia-Gotha-Altenburg
Principessa Luisa di Sassonia-Gotha-Altenburg (Luise Dorothea Pauline Charlotte Friederike Auguste; Gotha, 21 dicembre 1800 – Parigi, 30 agosto 1831) era moglie di Ernesto I, duca di Sassonia-Coburgo e Gotha e madre del duca Ernesto II e del principe Alberto, marito della regina Vittoria.

## Biografia

### Infanzia

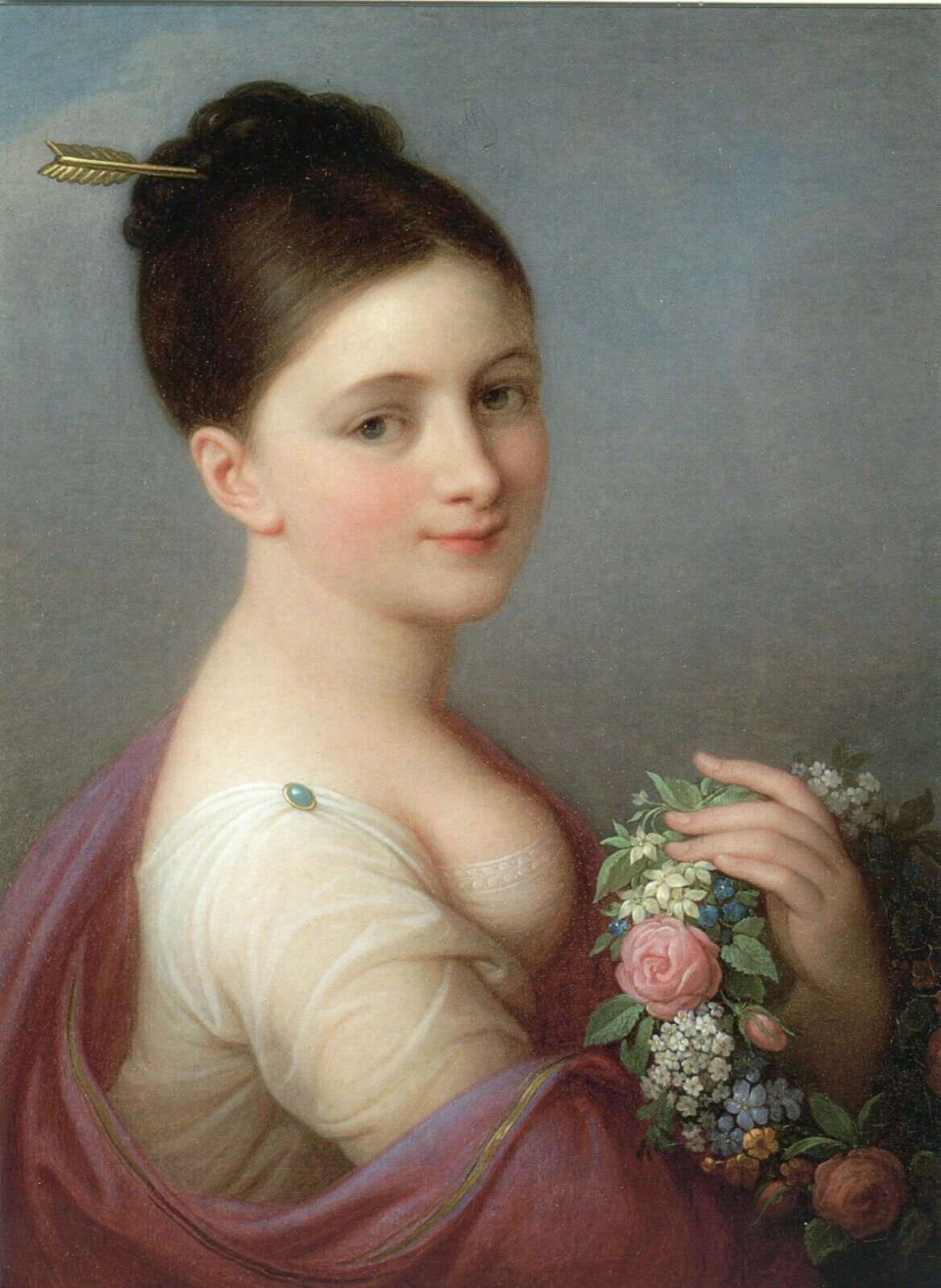
Luisa di Sassonia-Gotha-Altenburg ritratta a quattordici anni da Josef Grassi

La principessa Luisa era l'unica figlia di Augusto, duca di Sassonia-Gotha-Altenburg e della sua prima moglie Luisa Carlotta di Meclemburgo-Schwerin, figlia a sua volta di Federico Francesco I, duca di Meclemburgo-Schwerin e di Luisa di Sassonia-Gotha-Altenburg (sua omonima).

### Matrimonio

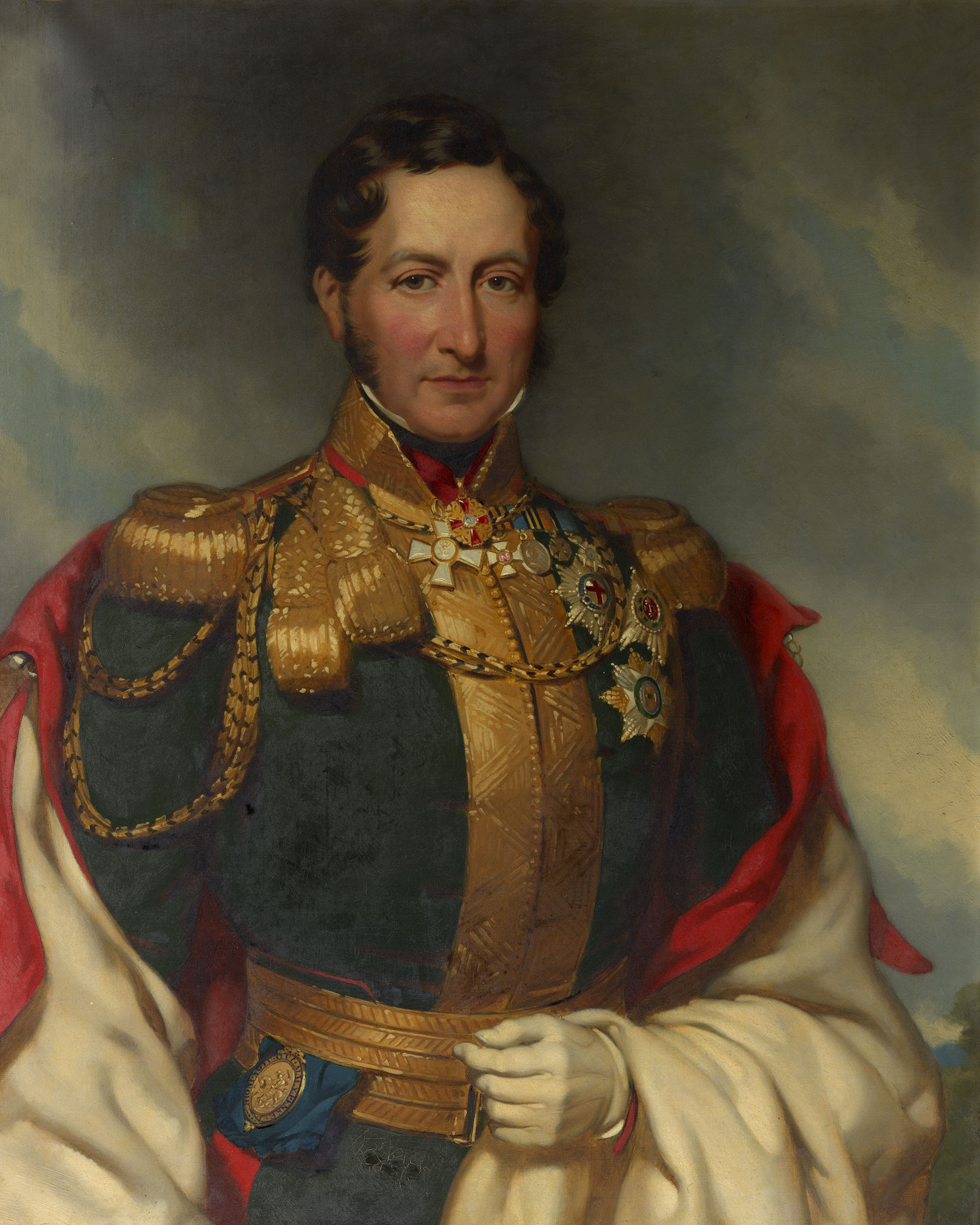
Ernesto di Sassonia-Coburgo-Saalfeld

Il 31 luglio 1817 a Gotha, la sedicenne Luisa sposò il suo parente trentatreenne Ernesto di Sassonia-Coburgo-Saalfeld dopo che egli non riuscì a conquistare la mano di una Granduchessa di Russia. Luisa era considerata "giovane, intelligente, e bella".
Il matrimonio fu infelice a causa delle infedeltà di Ernesto e la coppia si separò nel 1824. St. Wendel, nel Principato di Lichtenberg, le fu assegnata come sua nuova residenza e Luisa fu costretta a lasciare i suoi due figli alle spalle. Il biografo Lytton Strachey notò nel 1921: "La corte ducale non era famosa per la severità dei suoi costumi; il Duca era un uomo di galanteria, e si vociferava che la Duchessa seguiva l'esempio di suo marito. C'erano scandali: uno del Ciambellani di Corte, un uomo affascinante e colto di estrazione ebraica, si parlò di (manca una parte della frase) alla fine ci fu la separazione, seguito da un divorzio."

### Ultimi anni e morte

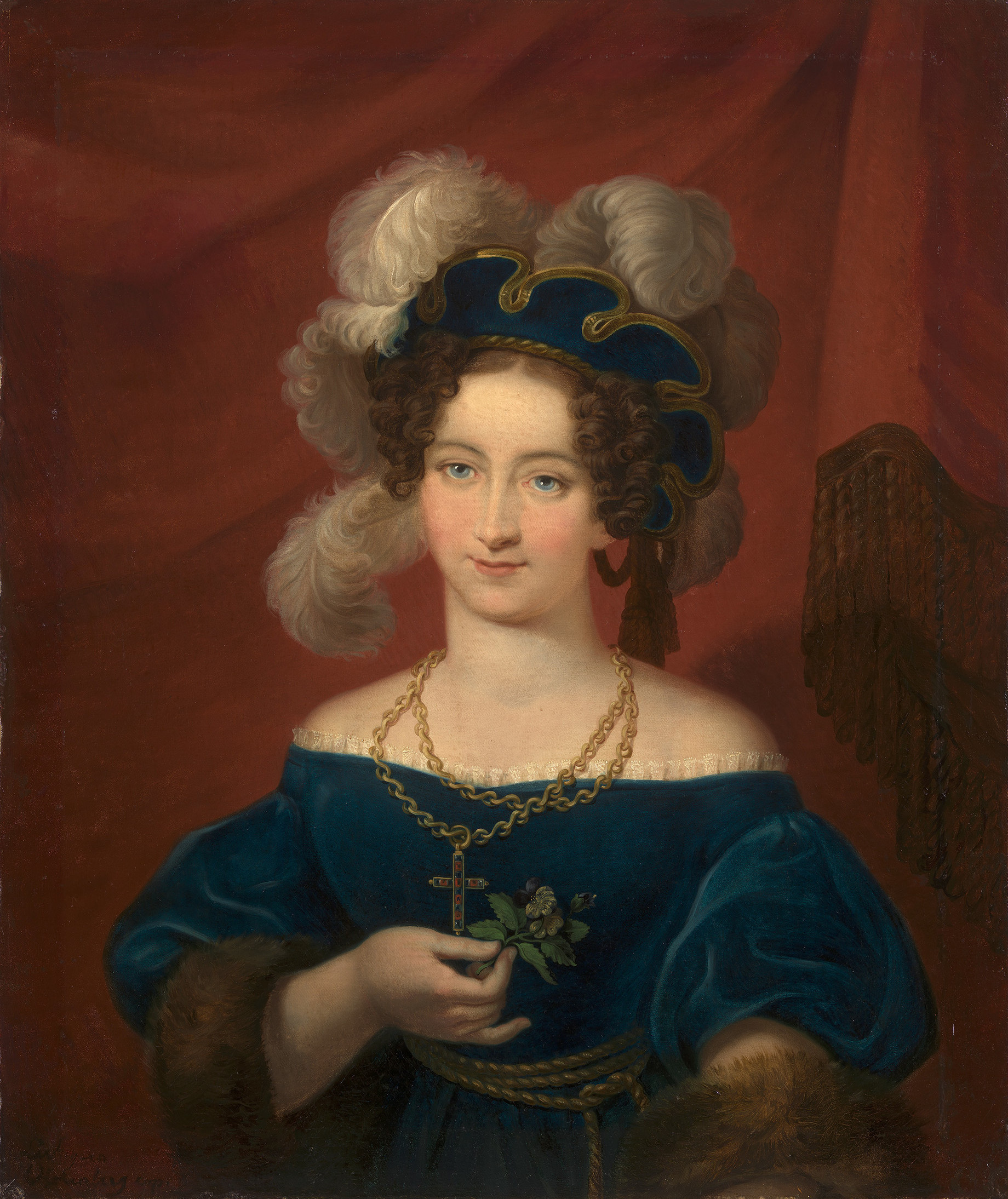
Luisa di Sassonia in un ritratto postumo del 1835

Il 31 marzo 1826 il loro matrimonio fu ufficialmente dissolto. Sette mesi dopo, il 18 ottobre 1826, Luisa sposò segretamente a St. Wendel il suo ex amante, il Barone Alexander von Hanstein (poi creato Conte di Pölzig e Beiersdrof). Durante il suo precedente matrimonio, aveva acquistato un grande interesse per la vita sociale del principato e fu venerata come la sua Landesmutter (letteralmente, "madre della regione"). Tuttavia, questa vita felice si concluse nel febbraio 1831, quando il suo matrimonio segreto con von Hanstein fu scoperto ed ella perse i suoi figli in modo permanente.
Luisa morì di cancro il 30 agosto 1831, quando aveva appena trent'anni. Anni dopo la sua morte, la Regina Vittoria descrisse Luisa in un memorandum del 1864: "La principessa è descritta come essere stata molto bella, anche se molto minuta; fiera, con gli occhi azzurri; ed il Principe Alberto si dice sia estremamente come lei".

## Discendenza

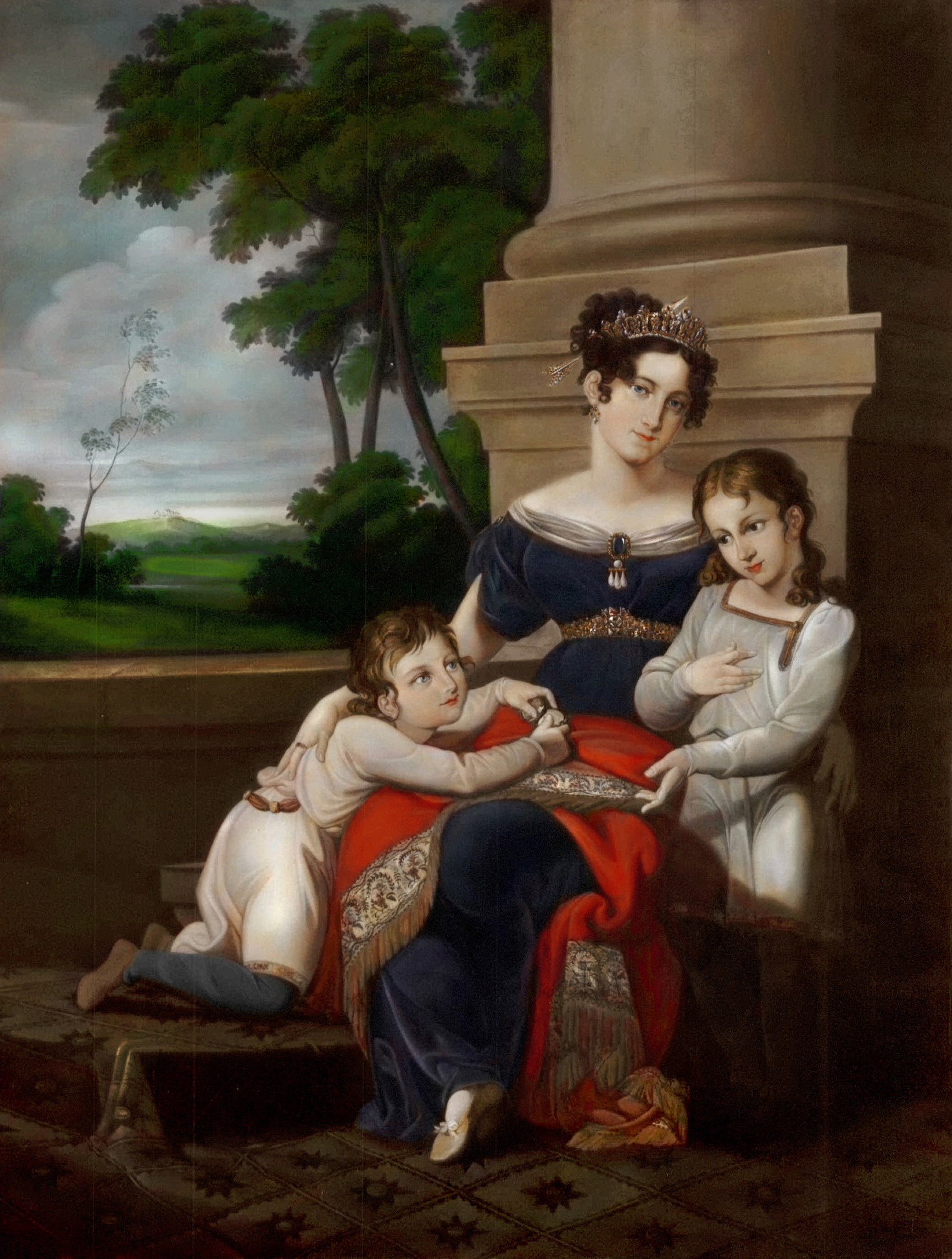
La dichessa Luisa ritratta con i due figli nel 1823 da Ludwig Döll

Luisa e Ernesto I di Luisa di Sassonia-Gotha-Altenburg ebbero due figli:
- Ernesto, che ereditò le terre ed i titoli di suo padre;
- Alberto, che diventò in seguito principe consorte del Regno Unito come marito della Regina Vittoria.

## Ascendenza
|                                              |                               |                                               | Genitori                                          |  |  | Nonni |  |  | Bisnonni                                 |  |  | Trisnonni                               |  |
|                                              |                               |                                               |                                                   |  |  |       |  |  | Federico III di Sassonia-Gotha-Altenburg |  |  | Federico II di Sassonia-Gotha-Altenburg |  |
|                                              |                               |                                               |                                                   |  |  |       |  |  | Federico III di Sassonia-Gotha-Altenburg |  |  | Federico II di Sassonia-Gotha-Altenburg |  |
|                                              |                               | Maddalena Augusta di Anhalt-Zerbst            |                                                   |  |  |       |  |  | Federico III di Sassonia-Gotha-Altenburg |  |  |                                         |  |
| Ernesto II di Sassonia-Gotha-Altenburg       |                               |                                               |                                                   |  |  |       |  |  | Federico III di Sassonia-Gotha-Altenburg |  |  |                                         |  |
|                                              |                               | Luisa Dorotea di Sassonia-Meiningen           | Ernesto Luigi I di Sassonia-Meiningen             |  |  |       |  |  |                                          |  |  |                                         |  |
|                                              |                               | Luisa Dorotea di Sassonia-Meiningen           | Ernesto Luigi I di Sassonia-Meiningen             |  |  |       |  |  |                                          |  |  |                                         |  |
|                                              |                               | Luisa Dorotea di Sassonia-Meiningen           | Dorotea Maria di Sassonia-Gotha-Altenburg         |  |  |       |  |  |                                          |  |  |                                         |  |
| Augusto di Sassonia-Gotha-Altenburg          |                               | Luisa Dorotea di Sassonia-Meiningen           |                                                   |  |  |       |  |  |                                          |  |  |                                         |  |
|                                              |                               | Antonio Ulrico di Sassonia-Meiningen          | Bernardo I di Sassonia-Meiningen                  |  |  |       |  |  |                                          |  |  |                                         |  |
|                                              |                               | Antonio Ulrico di Sassonia-Meiningen          | Bernardo I di Sassonia-Meiningen                  |  |  |       |  |  |                                          |  |  |                                         |  |
|                                              |                               | Antonio Ulrico di Sassonia-Meiningen          | Elisabetta Eleonora di Brunswick-Wolfenbüttel     |  |  |       |  |  |                                          |  |  |                                         |  |
| Carlotta di Sassonia-Meiningen               |                               | Antonio Ulrico di Sassonia-Meiningen          |                                                   |  |  |       |  |  |                                          |  |  |                                         |  |
|                                              |                               | Carlotta Amalia d'Assia-Philippsthal          | Carlo I d'Assia-Philippsthal                      |  |  |       |  |  |                                          |  |  |                                         |  |
|                                              |                               | Carlotta Amalia d'Assia-Philippsthal          | Carlo I d'Assia-Philippsthal                      |  |  |       |  |  |                                          |  |  |                                         |  |
|                                              |                               | Carlotta Amalia d'Assia-Philippsthal          | Carolina Cristina di Sassonia-Eisenach            |  |  |       |  |  |                                          |  |  |                                         |  |
| Luisa di Sassonia-Gotha-Altenburg            |                               | Carlotta Amalia d'Assia-Philippsthal          |                                                   |  |  |       |  |  |                                          |  |  |                                         |  |
|                                              | Luigi di Meclemburgo-Schwerin | Cristiano Ludovico II di Meclemburgo-Schwerin |                                                   |  |  |       |  |  |                                          |  |  |                                         |  |
|                                              | Luigi di Meclemburgo-Schwerin | Cristiano Ludovico II di Meclemburgo-Schwerin |                                                   |  |  |       |  |  |                                          |  |  |                                         |  |
|                                              | Luigi di Meclemburgo-Schwerin | Gustava Carolina di Meclemburgo-Strelitz      |                                                   |  |  |       |  |  |                                          |  |  |                                         |  |
| Federico Francesco I di Meclemburgo-Schwerin | Luigi di Meclemburgo-Schwerin |                                               |                                                   |  |  |       |  |  |                                          |  |  |                                         |  |
|                                              |                               | Carlotta Sofia di Sassonia-Coburgo-Saalfeld   | Francesco Giosea di Sassonia-Coburgo-Saalfeld     |  |  |       |  |  |                                          |  |  |                                         |  |
|                                              |                               | Carlotta Sofia di Sassonia-Coburgo-Saalfeld   | Francesco Giosea di Sassonia-Coburgo-Saalfeld     |  |  |       |  |  |                                          |  |  |                                         |  |
|                                              |                               | Carlotta Sofia di Sassonia-Coburgo-Saalfeld   | Anna Sofia di Schwarzburg-Rudolstadt              |  |  |       |  |  |                                          |  |  |                                         |  |
| Luisa Carlotta di Meclemburgo-Schwerin       |                               | Carlotta Sofia di Sassonia-Coburgo-Saalfeld   |                                                   |  |  |       |  |  |                                          |  |  |                                         |  |
|                                              |                               | Giovanni Augusto di Sassonia-Gotha-Altenburg  | Federico II di Sassonia-Gotha-Altenburg           |  |  |       |  |  |                                          |  |  |                                         |  |
|                                              |                               | Giovanni Augusto di Sassonia-Gotha-Altenburg  | Federico II di Sassonia-Gotha-Altenburg           |  |  |       |  |  |                                          |  |  |                                         |  |
|                                              |                               | Giovanni Augusto di Sassonia-Gotha-Altenburg  | Maddalena Augusta di Anhalt-Zerbst                |  |  |       |  |  |                                          |  |  |                                         |  |
| Luisa di Sassonia-Gotha-Altenburg            |                               | Giovanni Augusto di Sassonia-Gotha-Altenburg  |                                                   |  |  |       |  |  |                                          |  |  |                                         |  |
|                                              |                               | Luisa di Reuss-Schleiz                        | Enrico I di Reuss-Schleiz                         |  |  |       |  |  |                                          |  |  |                                         |  |
|                                              |                               | Luisa di Reuss-Schleiz                        | Enrico I di Reuss-Schleiz                         |  |  |       |  |  |                                          |  |  |                                         |  |
|                                              |                               | Luisa di Reuss-Schleiz                        | Giuliana Dorotea di Löwenstein-Wertheim-Virneburg |  |  |       |  |  |                                          |  |  |                                         |  |
|                                              |                               | Luisa di Reuss-Schleiz                        |                                                   |  |  |       |  |  |                                          |  |  |                                         |  |